# Chỉ số chất lượng không khí
Chỉ số chất lượng không khí (AQI) là thước đo đơn giản hóa mức độ ô nhiễm không khí hiện tại hoặc dự báo mức độ ô nhiễm không khí trong tương lai. Rủi ro sức khỏe cộng đồng tăng lên khi AQI tăng. Các quốc gia khác nhau có thang đo AQI riêng, tương ứng với tiêu chuẩn không thống nhất về chất lượng không khí của từng quốc gia, ví dụ như Chỉ số Sức khỏe Chất lượng Không khí (Canada), Chỉ số Ô nhiễm Không khí (Malaysia) và Chỉ số Tiêu chuẩn Ô nhiễm (Singapore). 

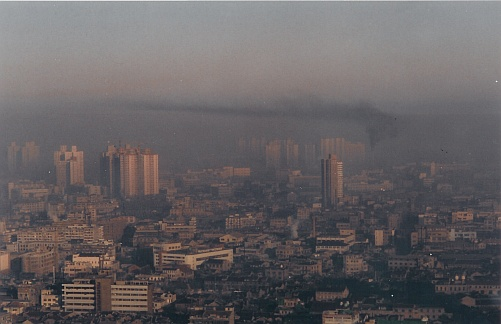
Sương khói là ví dụ về mức Không tốt cho sức khỏe trên chỉ số chất lượng Không khí (AQI).

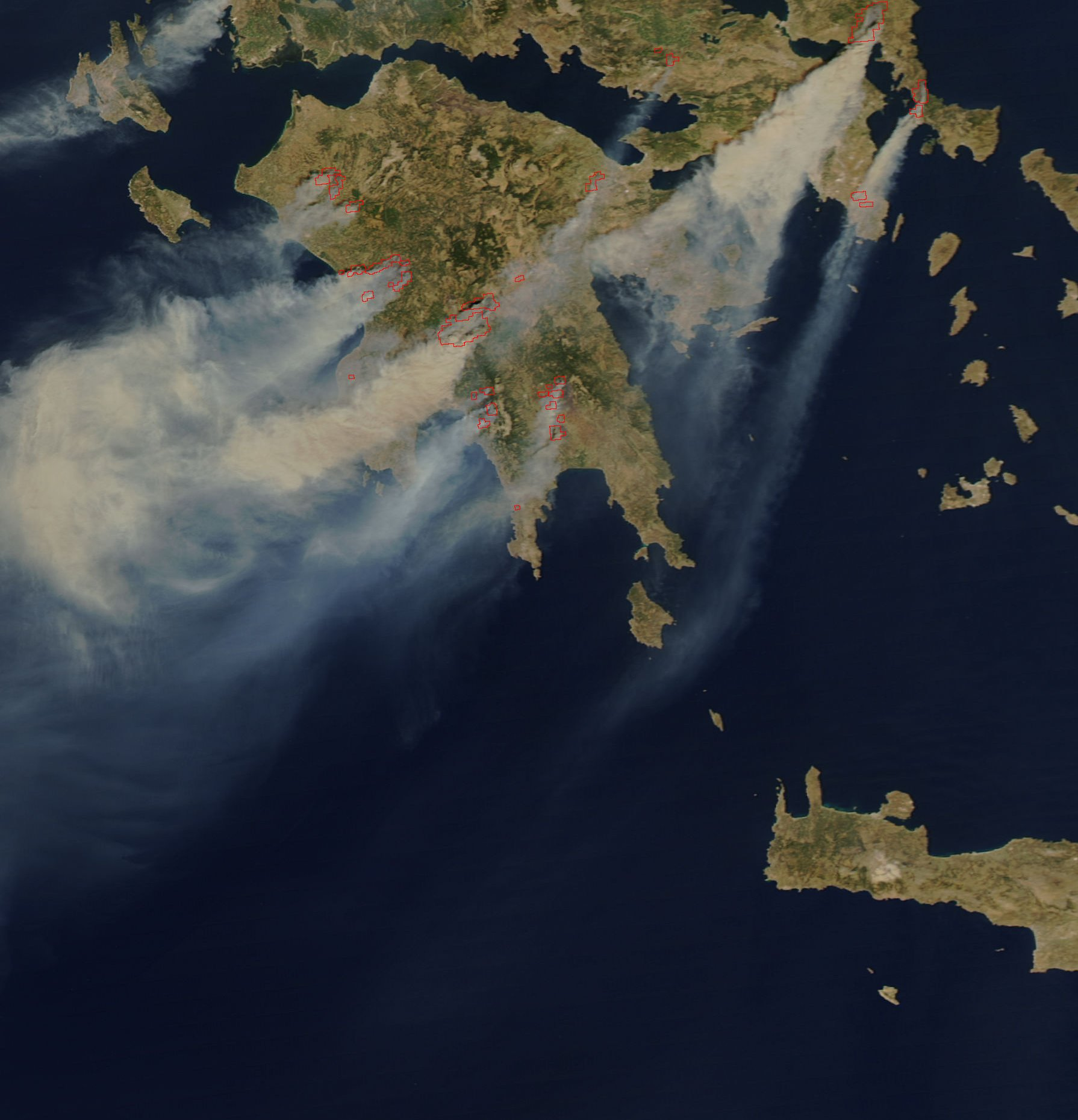
Cháy rừng làm tăng AQI ở một số vùng của Hy Lạp

## Tính toán

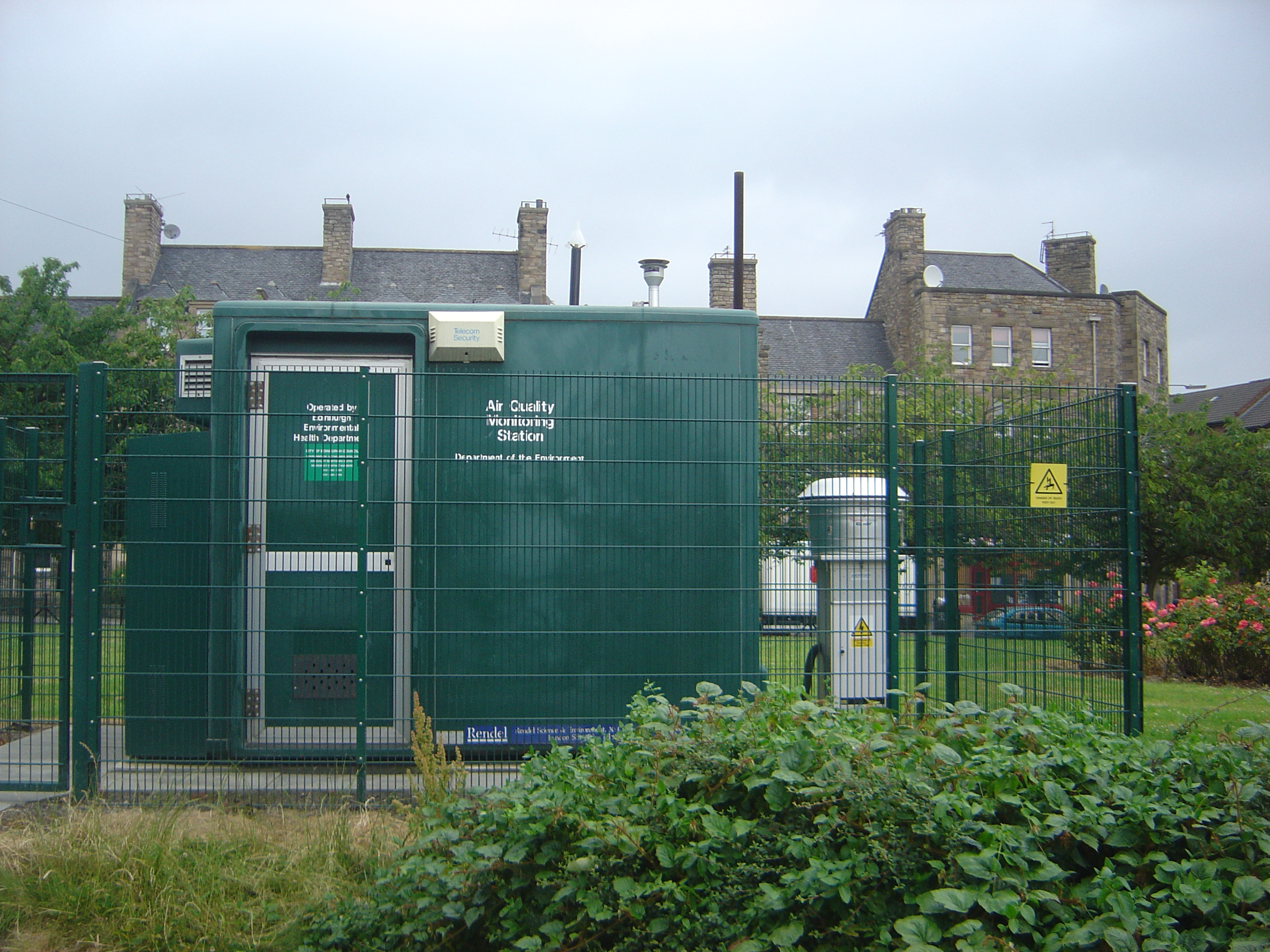
Một trạm đo chất lượng không khí ở Edinburgh, Scotland

Để đo AQI cần xác định nồng độ chất ô nhiễm không khí trong một khoảng thời gian trung bình, thu được từ máy theo dõi không khí. Nồng độ và thời gian là thước đo liều lượng chất gây ô nhiễm không khí. Ảnh hưởng sức khỏe trong 1 liều nhất định được thiết lập bởi các nghiên cứu dịch tễ học. Giá trị chỉ số chất lượng không khí thường được tính trên nhiều phạm vi. Mỗi phạm vi ứng với 1 mô tả, 1 mã màu, từ đó chuẩn hóa mức độ cảnh báo sức khỏe cộng đồng.
AQI cao là do sự gia tăng khí thải (ví dụ, vào giờ cao điểm, phương tiện giao thông đi lại nhiều hoặc khi có cháy rừng) hoặc không khí ô nhiễm không thoát ra khỏi 1 vị trí xác định nào đó. Không khí ứ đọng gây ra do hiện tượng xoáy nghịch, nghịch nhiệt, hay gió thổi chậm khiến ô nhiễm không khí vẫn còn hiện diện trong 1 địa phương, dẫn đến sự tăng nồng độ các chất ô nhiễm, phản ứng hóa học giữa các chất thải và tạo điều kiện cho hiện tượng bụi mù.

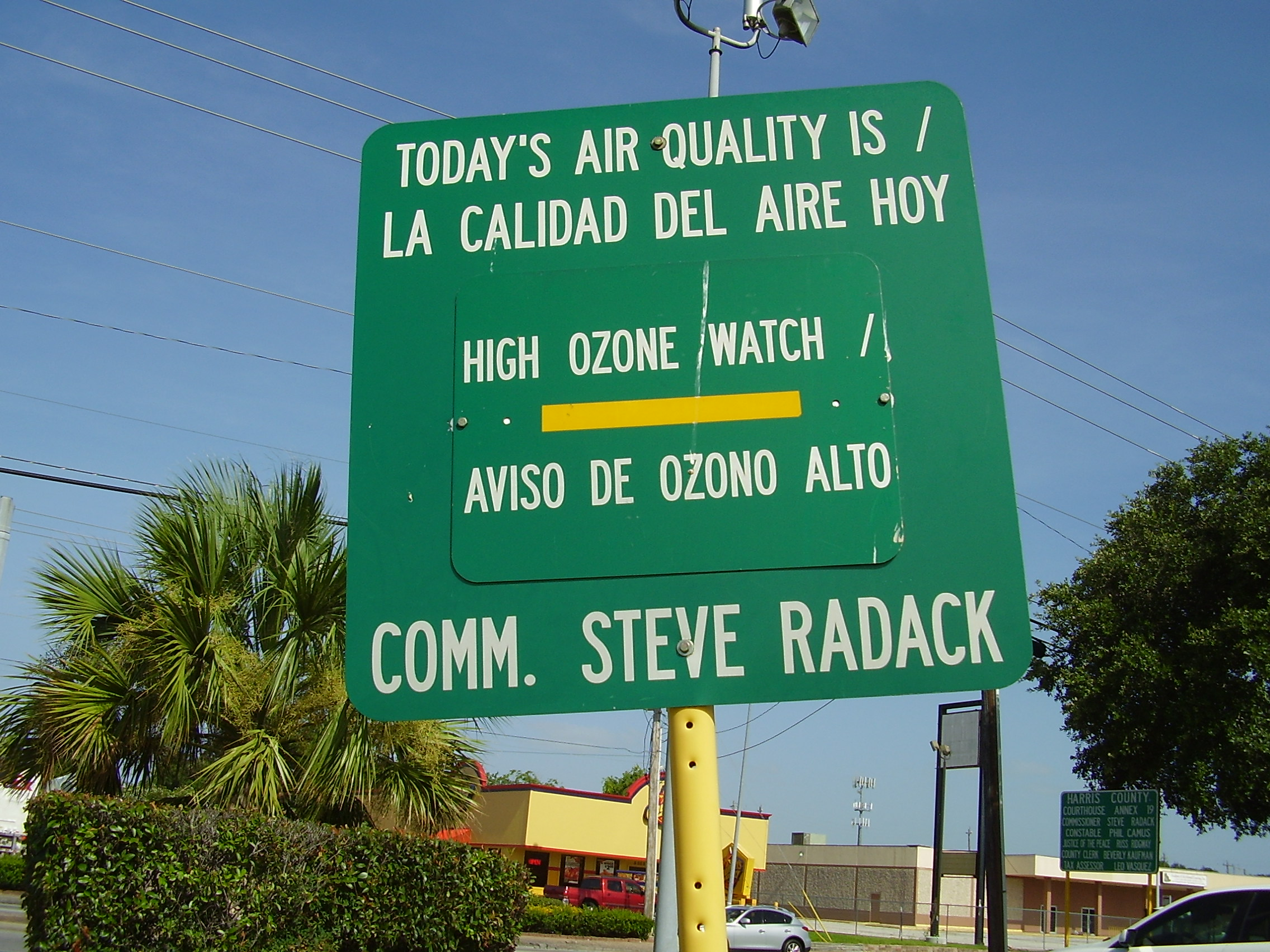
Bảng hiệu ở Houston gắn đồng hồ đo ozon

Khi AQI dự đoán tăng lên do ô nhiễm hạt bụi mịn, cơ quan hoặc tổ chức y tế công cộng có thể:
- khuyến cáo những người thuộc nhóm nhạy cảm, chẳng hạn như người già, trẻ em và những người có tiền sử hô hấp hoặc tim mạch tránh ra ngoài đường.[7]
- phát động "Ngày hành động vì môi trường", khuyến khích người dân sử dụng phương tiện giao thông công cộng nhằm giảm lượng khí thải.[8]
- khuyến nghị sử dụng khẩu trang lọc các hạt mịn nhằm phòng tránh bụi mịn bay vào phổi.[9]

Trong những thời kỳ mà tình trạng không khí cực kì kém, khi AQI cao đến mức phơi nhiễm cấp tính có thể gây ra tác hại nặng nề cho sức khỏe cộng đồng, các nhà chức trách sẽ đề xuất kế hoạch khẩn cấp, chẳng hạn như giảm thiểu nguồn phát khí thải lớn (như các nhà máy sử dụng nhiên liệu than) để giảm lượng khí thải cho đến khi sự độc hại giảm bớt.
Hầu hết các chất gây ô nhiễm không khí không có mối tương quan xác định với AQI. Nhiều quốc gia giám sát ozon (O3) ở tầng đối lưu, hạt mịn, lưu huỳnh điôxit (SO2), cacbon monoxit (CO) và nitơ điôxit (NO2), dựa trên những thông số này để tính toán các chỉ số chất lượng không khí cho các chất ô nhiễm.
Định nghĩa AQI trong 1 quốc gia cụ thể phản ánh sự mô tả chất lượng không khí tại quốc gia đó theo tiêu chuẩn. Gần đây đã thiết lập một trang web định nghĩa chung nhất về AQI, cho phép cơ quan chính phủ ở bất cứ đâu trên thế giới gửi dữ liệu giám sát không khí theo thời gian thực của họ.

## Chỉ số theo vị trí

### Canada
Chất lượng không khí ở Canada được báo cáo trong nhiều năm bằng Chỉ số Sức khỏe Chất lượng Không khí (Canada) (AQIs). Chỉ số này cung cấp lời khuyên cải thiện chất lượng không khí bằng cách đề xuất thay đổi hành vi để giảm vết cacbon trong môi trường. Chỉ số này đặc biệt chú ý đến những người thuộc nhóm nhạy cảm với ô nhiễm không khí. Chỉ số này đưa cho họ lời khuyên về cách bảo vệ sức khỏe bản thân trong từng mức chất lượng không khí.
Chỉ số Sức khỏe Chất lượng Không khí tính theo thang đo từ 1 - 10+ tương ứng mức độ rủi ro sức khỏe liên quan đến chất lượng không khí tại địa phương. Đôi khi lượng không khí ô nhiễm cao bất thường, con số có thể vượt quá 10. AQHI cung cấp giá trị hiện tại về chất lượng không khí cục bộ cũng như dự báo chỉ số chất lượng không khí tối đa trong cùng ngày và ngày hôm sau, cung cấp lời khuyên liên quan sức khỏe.
| 1 | 2 | 3 | 4 | 5 | 6 | 7 | 8 | 9 | 10 | +10 |

| Rủi ro: | Thấp (1–3) | Vừa phải (4–6) | Cao (7–10) | Rất cao (trên 10) |

| Mối nguy hại cho sức khỏe | Chỉ số chất lượng không khí | Khuyến cáo                                                                                | Khuyến cáo                                                                                                |
| Mối nguy hại cho sức khỏe | Chỉ số chất lượng không khí | Nhóm nguy cơ                                                                              | Nhóm bình thường                                                                                          |
| ------------------------- | --------------------------- | ----------------------------------------------------------------------------------------- | --- |
| Thấp                      | 1–3                         | Tận hưởng các hoạt động ngoài trời thông thường của bạn.                                  | Chất lượng không khí lý tưởng cho các hoạt động ngoài trời                                                |
| Vừa phải                  | 4–6                         | Cân nhắc giảm hoặc sắp xếp lại các hoạt động ngoài trời nếu bạn gặp phải các triệu chứng. | Vẫn phù hợp cho các hoạt động ngoài trời của bạn trừ khi bạn gặp phải các triệu chứng như ho và rát họng. |
| Cao                       | 7–10                        | Giảm hoặc sắp xếp lại các hoạt động ngoài trời.                                           | Cân nhắc giảm hoặc sắp xếp lại các hoạt động ngoài trời nếu bạn gặp các triệu chứng như ho và ngứa họng.  |
| Rất cao                   | Trên 10                     | Tránh các hoạt động ngoài trời. Trẻ em và người già cũng nên tránh gắng sức ngoài trời.   | Giảm hoặc sắp xếp lại các hoạt động ngoài trời, đặc biệt nếu bạn gặp các triệu chứng như ho và ngứa họng. |

### Hồng Kông
Ngày 30 tháng 12 năm 2013, Hồng Kông đã thay thế Chỉ số Ô nhiễm Không khí bằng một chỉ số mới: Chỉ số Sức khỏe Chất lượng Không khí. Chỉ số này đo theo thang từ 1 đến 10+, bao gồm 4 chất gây ô nhiễm không khí như ozon; nitơ dioxide; sulfur dioxide và bụi mịn (bao gồm PM10 và PM2.5). AQHI được tính bằng tổng số phần trăm rủi ro nhập viện hàng ngày tăng lên trong mối tương quan với nồng độ 4 chất ô nhiễm trong 3 giờ:
| Mức độ rủi ro sức khỏe | AQHI |
| ---------------------- | ---- |
| Thấp                   | 1    |
| Thấp                   | 2    |
| Thấp                   | 3    |
| Vừa phải               | 4    |
| Vừa phải               | 5    |
| Vừa phải               | 6    |
| Cao                    | 7    |
| Rất cao                | 8    |
| Rất cao                | 9    |
| Rất cao                | 10   |
| Nghiêm trọng           | 10+  |

Ở mức độ thấp và vừa phải, mọi người có thể tiếp tục các hoạt động bình thường ngoài trời. Ở mức độ cao, trẻ em, người già, người mắc bệnh tim hoặc hô hấp nên hạn chế ra ngoài trời. Trên mức này (mức rất cao hoặc nghiêm trọng), mọi người cần tránh hoặc không ra ngoài trời.

### Ấn Độ
Chỉ số chất lượng không khí quốc gia (AQI) ban hành tại New Delhi ngày 17 tháng 9 năm 2014 trong sứ mệnh Swachh Bharat.
| AQI                  | PM10 (24 giờ) | PM2.5 (24 giờ) | NO2 (24 giờ) | O3 (8 giờ) | CO (8 giờ) | SO2 (24 giờ) | NH3 (24 giờ) | Pb (24 giờ) |
| Tốt (0–50)           | 0–50          | 0–30           | 0–40         | 0–50       | 0–1        | 0–40         | 0–200        | 0–0.5       |
| Đạt yêu cầu (51–100) | 51–100        | 31–60          | 41–80        | 51–100     | 1.1–2      | 41–80        | 201–400      | 0.5–1.0     |
| Vừa phải (101–200)   | 101–250       | 61–90          | 81–180       | 101–168    | 2.1–10     | 81–380       | 401–800      | 1.1–2.0     |
| Kém (201–300)        | 251–350       | 91–120         | 181–280      | 169–208    | 10–17      | 381–800      | 801–1200     | 2.1–3.0     |
| Rất kém (301–400)    | 351–430       | 121–250        | 281–400      | 209–748    | 17–34      | 801–600      | 1200–1800    | 3.1–3.4     |
| Nặng (401–500)       | Hơn 430       | Hơn 250        | Hơn 400      | 748+       | 34+        | Hơn 1600     | Hơn 1800     | Hơn 3,5     |

### Hoa Kỳ

PM _{2.5} trong 24 giờ

Cục Bảo vệ Môi sinh Hoa Kỳ (EPA) phát triển Chỉ số Chất lượng Không khí. AQI này được chia thành sáu mức theo cấp độ ô nhiễm tăng dần. Giá trị AQI trên 300 thể hiện chất lượng không khí nguy hiểm và dưới 50 thể hiện chất lượng không khí tốt.
| Khoảng già trị AQI | Chất lượng không khí                    | Màu sắc | Mã màu RBG |
| ------------------ | --------------------------------------- | ------- | ---------- |
| 0 - 50             | Tốt                                     | Xanh    | 0;228;0    |
| 51 - 100           | Vừa phải                                | Vàng    | 255;255;0  |
| 101 - 150          | Không tốt cho người thuộc nhóm nhạy cảm | Da cam  | 255;126;0  |
| 151 - 200          | Ô nhiêm                                 | Đỏ      | 255;0;0    |
| 201 - 300          | Rất ô nhiễm                             | Tím     | 143;63;151 |
| 301 - 500          | Nguy hại                                | Nâu     | 126;0;35   |

### Việt Nam
Ngày 12/11/2019, Tổng cục Môi trường đã ban hành Quyết định số 1459/QĐ-TCMT về việc ban hành Hướng dẫn kỹ thuật tính toán và công bố chỉ số chất lượng không khí Việt Nam (VN_AQI).
| Khoảng giá trị AQI | Chất lượng không khí | Màu sấc | Mã màu RBG |
| ------------------ | -------------------- | ------- | ---------- |
| 0 - 50             | Tốt                  | Xanh    | 0;228;0    |
| 51 - 100           | Trung bình           | Vàng    | 255;255;0  |
| 101 - 150          | Kém                  | Da cam  | 255;126;0  |
| 151 - 200          | Xấu                  | Đỏ      | 255;0;0    |
| 201 - 300          | Rất xấu              | Tím     | 143;63;151 |
| 301 - 500          | Nguy hại             | Nâu     | 126;0;35   |

## Chỉ số chất lượng không khí toàn cầu

### Chỉ số chất lượng không khí BreezoMeter (BAQI)
Chỉ số chất lượng không khí BreezoMeter, BAQI, được phát triển dựa trên nghiên cứu nội bộ nhằm giải quyết sự không thống nhất trong khái niệm chất lượng không khí. Mục đích là cung cấp một cách rõ ràng và trực quan để đọc và tìm hiểu thông tin chất lượng không khí theo thời gian thực do sự không nhất quán về quy mô, chất gây ô nhiễm, phương thức tính toán chuẩn và nguồn số liệu. Để khắc phục tất cả những mâu thuẫn này, các kỹ sư môi trường và nhà khoa học dữ liệu của BreezoMeter đã phát triển BAQI. Chỉ số đo theo thang 100 với giá trị 0 (chất lượng không khí kém) đến giá trị 100 (chất lượng không khí tuyệt vời) với 5 mức, mỗi mức tương ứng một màu và chia theo khoảng bằng nhau. Chỉ số này dựa trên 6 chất gây ô nhiễm chính trên toàn thế giới và các chất gây ô nhiễm bổ sung sẽ được thêm vào theo thời gian 